# Bernard Lenoble
 (octobre 2022).
Si vous disposez d'ouvrages ou d'articles de référence ou si vous connaissez des sites web de qualité traitant du thème abordé ici, merci de compléter l'article en donnant les références utiles à sa vérifiabilité et en les liant à la section « Notes et références ».
Bernard Lenoble, né au Havre le 16 décembre 1902, et mort le 19 novembre 1997, est un footballeur international français.

## Biographie
Son poste de prédilection est défenseur. Il ne compte que deux sélections en équipe de France de football, France-Belgique au stade Buffalo à Montrouge en 1924, Suisse-France au stade des Charmilles à Genève en 1924.

### Clubs successifs
- Le Havre Athletic Club
- Stade rennais
- Le Havre Athletic Club

### Carrière
Arrière latéral formé au Havre, Bernard fit un léger crochet par Rennes pour y faire ses études, avant de revenir dans sa ville natale. Il s'imposa pendant trois saisons en équipe fanion et eut l'honneur d'être retenu deux fois en équipe de France. L'extrême fragilité de sa production face à la Suisse le condamna auprès des sélectionneurs.

## Palmarès
- Finaliste de la Coupe de France : 1920 et 1922